# Festetics György (politikus)
Tolnai gróf Festetics II. György (Bécs, 1815. április 23. – Bécs, 1883. február 12.) Vas és Zala vármegye főispánja, a király személye körüli miniszter, belső titkos tanácsos, koronaőr, királyi főudvarmester.

## Élete

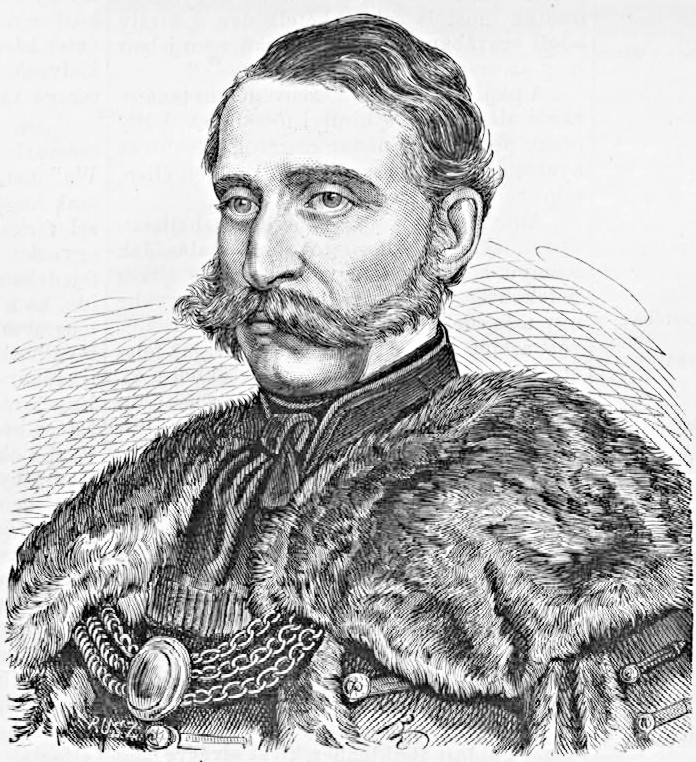
Középkorú arcképe a Vasárnapi Ujságban

A tolnai gróf Festetics család sarja. Tolnai gróf Festetics László (1785–1846) és herceg Josefine von Hohenzollern-Hechingen (1790–1856) harmadik gyermeke. Az apai nagyszülei tolnai gróf  Festetics György (1755–1819), a keszthelyi Georgicon alapítója és jakabházi Sallér Judit (1766–1829); az anyai nagyszülei herceg Hohenzollern Hermann (1798–1851) és gróf Maria Antonia von Waldburg zu Zeil und Wurzach (1753–1814) voltak.
Tanulmányait magánúton végezte, de jogi vizsgáit Pozsonyban, a királyi akadémián tette le, majd néhány esztendőt a katonaságnál töltött, a pályát mint alezredes hagyta el 1849-ben. Nagy szenvedéllyel gazdaságainak és birtokainak észszerű rendezésének látott neki, s így csakhamar a legvirágzóbb gazdaságok egyike lett az övé. Saját gazdasági ügyei mellett jótékony adakozások és alapítványok által a felebaráti szeretetet is gyakorolta. 1856-ban hathatósan közreműködött a Sopron-Kanizsai vasút létesítésében, melynek tervét a minisztériumhoz ő nyújtotta be. 1860-ban az akkori magyar kormány kijelölte Vas vármegye főispánjává. 1861-ben bekerült a felsőházba, de nem sokáig tartott ez az állapot, s újból a magánéletbe vonult vissza. Amikor Mailáth György lett a kancellár, 1865-ben, az országgyűlés összehívása előtt kinevezték Zala vármegye főispánjává és szeptember 17-én foglalta el hivatalát. A Magyar Tudományos Akadémia 1866. január 21-én igazgató-tanácsa tagjává választotta. 1867-ben a király személye körüli miniszter lett, aki a bécsi udvar és a magyar országgyűlés közötti összeköttetésért és kapcsolatokért felelt. Ebben a pozícióban volt egészen 1871. május 19-ig, amikor is leköszönt és molnári Vas megyei birtokára vonult vissza. Később koronaőr és főudvarmester lett.
2011 óta védett, feleségével, gróf Erdődy Eugéniával közös sírja a püspökmolnári temetőben található. 2021-ben a Nemzeti Kulturális Alap és az önkormányzat együttműködésével felújították.

## Házassága
Sopronban 1849. február 17-én feleségül vette Erdődy Eugénia grófnőt (1826–1894), gróf Erdődy Kajetán (1795–1856) és Lerchenfeldi Ernestine Johanna Baptista grófnő (1798–1863) leányát. A menyasszony apai nagyszülei gróf Erdődy Károly (1770–1833), nagybirtokos és gróf Maria Franziska von Lichtenberg (1772–1802) voltak. A házasságból három fiú- és egy leánygyermek született:
- Tasziló (Bécs, 1850. május 5. – Keszthely, 1933. május 4.) felsőházi tag, kamarás, díszpolgár.
- Jenő (Bécs, 1852. június 13. – München, 1933. október 5.) főrendiház örökös jogú tagja, csáktornyai földbirtokos, légrádi kapitány.[3]
- Georgina Ernesztina Mária Eugénia (Sopron, 1856. december 1. – Abbázia, Horvátország, 1934. november 30.) wchynici és tettau gróf Kinsky Zdenkóné
- Pál (Bécs, 1858. június 13. – Sopron, 1930. március 8.)

## Külső hivatkozások
- Festetics család. genealogy.euweb.cz
- Festetics György életrajza. Kuglics Gábor püspökmolnári helytörténeti blogja, kugi.blog.hu
- Festetics György, a miniszter. Kuglics Gábor püspökmolnári helytörténeti blogja, kugi.blog.hu
- 130 éve halt meg Festetics György. Kuglics Gábor püspökmolnári helytörténeti blogja, kugi.blog.hu
- A haldokló Festetics György. Kuglics Gábor püspökmolnári helytörténeti blogja, kugi.blog.hu
- Adalékok Festetics György halálához. Kuglics Gábor püspökmolnári helytörténeti blogja, kugi.blog.hu
- Egy főúr két temetése községünkben. Kuglics Gábor püspökmolnári helytörténeti blogja, kugi.blog.hu
- Gróf Festetics György síremlékének újraszentelése. Kuglics Gábor püspökmolnári helytörténeti blogja, kugi.blog.hu

## További információ
Gr. Festetics György. Az ország tükre 1865. 271-272. old. Online

| Elődje: Skublics Gyula | Zala vármegye főispánja 1865. augusztus 23. – 1867. február 20. | Utódja: gr. Szapáry Géza |